# Port lotniczy Akure
Port lotniczy Akure (IATA: AKR, ICAO: DNAK) – port lotniczy położony w Akure, w stanie Ondo, w Nigerii. 

## Linie lotnicze i połączenia
| Linia Lotnicza   | Kierunek           |
| ---------------- | ------------------ |
| Air Peace        | 1. Abudża 2. Lagos |
| Overland Airways | 1. Abudża          |